# Les Éleuthéromanes
Les Éleuthéromanes est un poème écrit par Denis Diderot en 1772. Connu surtout à partir de 1796, il joua un rôle important dans la réception de son auteur en France, en particulier durant la période révolutionnaire.

## Le texte
« seu per audaces nova dithyrambos

Verba devolvit, numerisque fertur

Lege solutis »

— Horat., Odes, lib. IV, II.
Dans l’Argument qui précède le poème, Diderot expose la circonstance frivole qui a donné lieu à un poème aussi grave et justifie la versification choisie.
En 1772, le sort l'a désigné roi de la fève pour la troisième année consécutive. En 1770, il accueille son titre en rédigeant Le Code Denis et en 1771, une Complainte en rondeau de Denis, roi de la fève, sur les embarras de la royauté. En 1772, il refuse le titre et expose ses motifs dans Les Éleuthéromanes.
Le vers choisi est celui, très libre, des dithyrambes, « entièrement affranchi des règles d'une composition régulière et livré à tout le délire de son enthousiasme ».
L'argument et la versification annoncent le contenu du poème : trois voix se mêlent pour rejeter l'exercice du pouvoir et rappeler le principe de la liberté naturelle de l'homme.

## Réception

### 1772
Rapidement écrit, le texte est publié dans la Correspondance littéraire du 1er mars 1772, un périodique manuscrit, réservé, il faut le noter, à quelques souverains européens. Au-delà de cette diffusion limitée, mais non pas anodine, le texte ne sera jamais imprimé du vivant de Diderot et n'a circulé que sous forme manuscrite - qui ont donc pu se multiplier et donner des versions différentes du texte, jusqu'en 1796.
Diderot en donna lecture  à Jacob Jonas Björnståhl, à La Haye en septembre 1774.

### 1796
À l'égard de la réception de Diderot, l'année 1796 est importante car elle voit publiés ses premiers textes inédits, dont Jacques le Fataliste et son maître, La Religieuse et le Supplément au Voyage de Bougainville. Mais avant même ces textes majeurs, paraissent Les Éleuthéromanes dans La Décade philosophique le 16 septembre 1796, avec cette note : « Après avoir lu ce morceau, on ne sera pas surpris qu'il n'ait pas été publié avant la Révolution. Nous l'imprimons d'après l'original écrit de la main de Diderot ».
Le poème est publié moins de deux mois plus tard dans le Journal d’économie publique, de morale et de politique du 10 novembre 1796, avec cette note de l'éditeur, Pierre-Louis Roederer.

« Ce dithyrambe a été imprimé, pour la première fois, dans La Décade philosophique du 30 fructidor dernier, mais d’une manière inexacte. On a déjà relevé dans notre précédent numéro l’inﬁdélité qui, dans la dernière strophe, a fait substituer, au mépris des lois de la versiﬁcation et de l’amitié, le nom de Grimm à celui de Naigeon. De plus, on a supprimé le titre de cette pièce, qui signiﬁe les Furieux de la liberté, etc. Enﬁn, on a omis l’Argument que Diderot a placé à la tête de cet ouvrage : morceau précieux par les notions qu’il expose relativement au dithyrambe, et par l’historique de celui qu’on va lire. L’anecdote qui y a donné lieu, l’objet que l’auteur s’est proposé en le composant, le ton de fureur qu’il s’est cru autorisé à prendre dans ce genre de poésie, expliquent, excusent, justiﬁent ces deux vers, qui ont révolté un grand nombre d’esprits (...) Rétablir le titre de l’ouvrage et publier l’argument qui le précède, c’est donc lui rendre son véritable caractère ; c’est lui restituer tous ses titres à l’admiration des lecteurs ; enﬁn, c’est assurer à ceux-ci un plaisir sans mélange. »

Dans sa première édition des œuvres de Diderot (1799), Naigeon précise : « [Rœderer] a eu entre les mains les deux manuscrits autographes de ce dithyrambe, et que l’édition qu’il en a donnée (...) a été revue et collationnée avec le plus grand soin sur ces manuscrits, beaucoup plus exacts et plus complets que celui qui a servi de copie aux rédacteurs de la Décade ». Selon Assézat, c'est d'ailleurs « vraisemblablement Naigeon qui a fourni à Rœderer le manuscrit publié par celui-ci ».

## Éditions
- Correspondance littéraire, 1er mars 1772. Le texte ne sera toutefois pas repris dans l'édition imprimée en 1813, notoirement censurée.
- Dythirambe [sic] Ou abdication d'un Roi de la Fève. L'an 1772. Par Diderot, La Décade philosophique, littéraire et politique, 30 fructidor an IV, p. 553-558.
- Les Éleuthéromanes, ou Abdication d’un Roi de la Fève. – Dithyrambe ; par Diderot, 1772, Journal d’économie publique, de morale et de politique, 20 brumaire V (10 novembre 1796), 20 brumaire V (10 novembre 1796), n° 8, p. 360-367.
- Œuvres de Denis Diderot (...), éditées par Jacques-André Naigeon, vol. 15, Paris, Desray, an VI [1798], p. 492-488.
- Oeuvres complètes de Diderot par J. Assézat, tome neuvième, Paris, Garnier, 1875, p. 9-19.
- Les Éleuthéromanes, par Diderot, avec un commentaire historique. Paris, Ghio, 1884, 103 p. lire en ligne sur Gallica
- Les Éleuthéromanes, présentation par Jean Varloot. In : Diderot : Oeuvres complètes [DPV], vol. XX, Paris, Hermann, p. 549-555.